# Alexander Bruce, 6. Lord Balfour of Burleigh

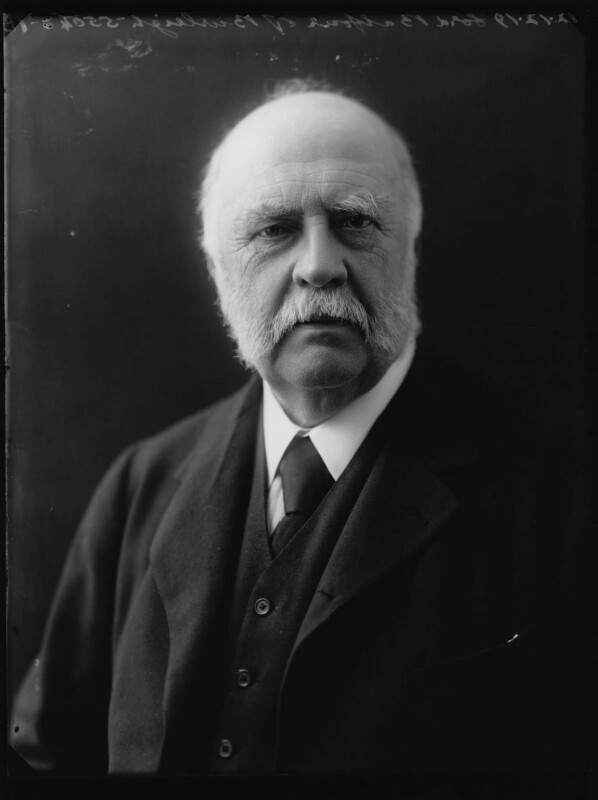
Alexander Bruce, 6. Lord Balfour of Burleigh (1919)

Wappen des Lords Balfour of Burleigh

Alexander Hugh Bruce, 6. Lord Balfour of Burleigh, KT, GCMG, GCVO, PC, JP, DL (* 13. Januar 1849 in Kennet, Clackmannanshire, Schottland; † 6. Juli 1921 in Cadogan Square, London) war ein britischer Politiker der Scottisch Unionist Party, der unter anderem als Lord Balfour of Burleigh von 1876 bis zu seinem Tod 1921 als Representative Peer für Schottland Mitglied des Oberhauses (House of Lords) sowie von 1895 bis 1903 Minister für Schottland im Kabinett Salisbury III und Kabinett Balfour war. Des Weiteren fungierte er zwischen 1896 und 1899 als Rektor der University of Edinburgh und bekleidete von 1908 bis 1921 das zeremonielle Amt des Lord Warden of the Stannaries und war damit als ranghöchster Beamter im Herzogtum Cornwall.

## Leben

### Lord Balfour of Burleigh, Oberhausmitglied und Juniorminister
Alexander Hugh Bruce war der Sohn des Offiziers und Politikers Robert Bruce (1795–1864), der zwischen 1820 und 1824 Mitglied des Unterhauses (House of Commons) war, aus dessen Ehe mit Jane Hamilton Fergusson († 1911). Seine Schwester Henrietta Anne Bruce war mit Claud Hamilton Hamilton, 12. Laird of Barns († 1900) verheiratet. Er selbst begann nach dem Besuch der Loretto School, des ältesten Internats Schottlands, und des Eton College am 19. Oktober 1867 ein Studium am Oriel College der University of Oxford, welches er 1871 mit einem Bachelor of Arts (B.A.) beendete. Am 19. März 1869 konnte er durch Parlamentsbeschluss (Act of Parliament) die Wiederherstellung des 1607 in der Peerage of Scotland verliehenen Titels als Lord Balfour of Burleigh, in the County Kinross, erwirken, nachdem dieser seinem Ururgroßvater Robert Balfour, 5. Lord Balfour of Burleigh († 1757) wegen dessen Beteiligung an der Jakobitenaufstand von 1715 („The Fifteen“) durch Parlamentsbeschluss (Act of Attainder) aberkannt worden war. Durch die Wiederherstellung des Titels wurde er somit 6. Lord Balfour of Burleigh. Als solcher wurde er als Representative Peer für Schottland ins Oberhaus (House of Lords) gewählt und gehörte diesem vom 22. Dezember 1876 bis zu seinem Tod am 6. Juli 1921 an.
Lord Balfour of Burleigh fungierte zwischen 1882 und 1890 als Bildungskommissar (Education Commissioner) für Schottland und war im Kabinett Salisbury II vom 21. Februar 1887 bis zum 18. März 1889 zunächst Lord-in-Waiting. Ferner bekleidete er zwischen dem 1. Januar 1889 und dem 15. August 1892 als Parlamentarischer Staatssekretär im Handelsministerium (Parliamentary Secretary to the Board of Trade) und wurde in dieser Funktion am 28. Juni 1892 zum Mitglied des Privy Council (PC) ernannt, ein politisches Beratungsgremium des britischen Monarchen.

### Schottlandminister, akademische Ämter und Ehrungen

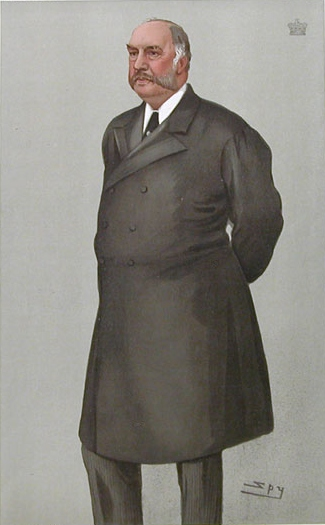
Lord Balfour of Burleigh (Karikatur „Secretary for Scotland“ von Leslie Ward im Magazin „Vanity Fair“; 14. August 1902)

Am 29. Juni 1895 übernahm Lord Balfour of Burleigh im Kabinett Salisbury III das Amt als Minister für Schottland (Secretary for Scotland) und bekleidete diesen Ministerposten auch im darauf folgenden Kabinett Balfour zwischen dem 12. Juli 1902 und dem 9. Oktober 1903, woraufhin Andrew Murray neuer Schottland-Minister wurde. Als Nachfolger von James Robertson, Baron Robertson wurde er zudem 1896 Rektor der University of Edinburgh und hatte diese Funktion bis zu seiner Ablösung durch Frederick Hamilton-Temple-Blackwood, 1. Marquess of Dufferin and Ava 1899 inne. 1900 löste er zudem George Campbell, 8. Duke of Argyll als Kanzler der University of St Andrews ab und hatte dieses akademische Amt bis zu seinem Tod 1921 inne, woraufhin Douglas Haig, 1. Earl Haig seine dortige Nachfolge antrat. Für seine Verdienste wurde er am 18. März 1901 als Knight Companion des Distelordens (KT) ausgezeichnet.
Alexander Bruce, 6. Lord Balfour of Burleigh, wurde des Weiteren 1904 Nachfolger von John Dalrymple, 10. Earl of Stair als Gouverneur der Bank of Scotland, hatte auch diesen Posten bis zu seinem Tod inne und wurde daraufhin 1921 von William Mure abgelöst. Darüber hinaus übernahm er 1908 von Henry Reynolds-Moreton, 3. Earl of Ducie das zeremonielle Amt des Lord Warden of the Stannaries und war damit bis zu seinem Tod 1921 ranghöchster Beamter im Herzogtum Cornwall, woraufhin Charles Hepburn-Stuart-Forbes-Trefusis, 21. Baron Clinton seine Nachfolge antrat.
Am 2. Januar 1911 wurde er außerdem zum Knight Grand Cross des Order of St Michael and St George (GCMG) sowie am 1. Januar 1917 auch Knight Grand Cross des Royal Victorian Order (GCVO) erhoben. Ferner bekleidete er die Ämter als Justice of the Peace (PC) der Grafschaften Stirlingshire, Fife, Perthshire und Clackmannanshire sowie als Deputy Lieutenant (DL) der Grafschaft Clackmannanshire. Außerdem fungierte er als Hauptmann der Royal Company of Archers, der zeremoniellen Leibwache des britischen Monarchen in Schottland. Ihm wurden ferner Ehrendoktortitel der Rechtswissenschaften (Honorary degree of Doctor of Law) der University of North Wales, der University of Glasgow, der University of St Andrews, der University of Aberdeen sowie der University of Edinburgh und darüber hinaus einen weiteren Ehrendoktor des Zivilrechts der University of Oxford.

### Familie
Alexander Bruce, 6. Lord Balfour of Burleigh, heiratete am 21. November 1876 in der Kirche St. Mary Abbot’s in Kensington Lady Katherine Eliza Gordon (1852–1931), Tochter von George Hamilton-Gordon, 5. Earl of Aberdeen (1816–1864) und dessen Ehefrau Lady Mary Baillie (1814–1900). Aus dieser Ehe gingen die Kinder Mary Bruce (1877–1957), Jean Hamilton Bruce (1879–1939), Captain Robert Bruce, Master of Burleigh (1880–1914), George John Gordon Bruce (1883–1967) und Victoria Alexandrina Katherine Bruce (1898–1951) hervor. Die älteste Tochter Mary Bruce war die Ehefrau von Lieutenant Colonel Sir John Hope, 16. Baronet (1869–1924), der zwischen 1912 und 1922 Abgeordneter des Unterhauses (House of Commons) war. Da der älteste Sohn Captain Robert Bruce, Master of Burleigh während des Ersten Weltkrieges in der Schlacht von Le Cateau am 26. August 1914 und somit vor dem Tod des Vaters verstarb, erbte der zweitälteste Sohn George John Gordon Bruce am 6. Juli 1921 den Titel als 7. Lord Balfour of Burleigh. Die beiden jüngeren Töchter Jean Hamilton Bruce und Victoria Alexandrina Katherine Bruce verstarben beide unverheiratet.

## Veröffentlichungen
- An historical account of the rise and development of Presbyterianism in Scotland. 1911.